# 朱塞佩·皮扎尔多

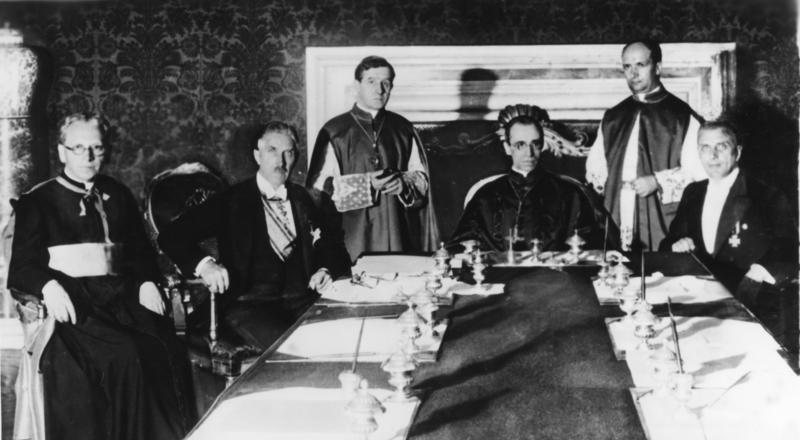
1933年《政教协定》签字与会者，皮扎尔多蒙席 (左三)

朱塞佩·皮扎尔多（義大利語：Giuseppe Pizzardo，1877年7月13日—1970年8月1日），是来自于意大利的保守派枢机。皮扎尔多曾在1929年参与《拉特兰条约》的谈判并协助其缔约，1937年12月被教宗庇护十一世任命为枢机主教，其后于1939年至1968年担任教廷神学院与大学部部长，期间短暂兼任圣职部秘书。